# Calliphora subalpina
Calliphora subalpina este o specie de muște din genul Calliphora, familia Calliphoridae. A fost descrisă pentru prima dată de Ringdahl în anul 1931. Conform Catalogue of Life specia Calliphora subalpina nu are subspecii cunoscute.